# Сенько, Валерий Александрович
Валерий Александрович Сенько (бел. Валерый Аляксандравіч Сянько; род. 7 апреля 1998, Барановичи, Брестская область) — белорусский футболист, полузащитник дзержинского «Арсенала».

## Карьера

### «Шахтёр» Солигорск

#### Начало карьеры
Футбольную карьеру футболист начинал в барановичской СДЮШОР, где первым тренером был Игорь Евгеньевич Кунаш. Затем в возрасте 12 лет футболист перебрался в структуру солигорского «Шахтёра». В 2014 году футболист стал выступать за дублирующий состав клуба. В составе юношеской команды клуба в возрастной категории до 19 лет в 2016 году футболист принимал участие в матчах юношеской лиги УЕФА, где сыграл в матчах против юношеской команды израильского клуба «Маккаби» Хайфа. В 2017 году футболист также стал привлекаться к матчам с основной командой солигорского клуба, однако оставался на скамейке запасных, продолжая выступать за дублирующий состав.

#### Аренда в «Луч» Минск
В январе 2018 года футболист на правах аренного соглашения присоединился к минскому «Лучу» до конца сезона. Начинал сезон футболист на скамейке запасных, первоначально выступая за дублирующий состав. Дебютировал за клуб футболист 14 мая 2018 года в матче против минского «Динамо», выйдя на поле в стартовом составе. Однако закрепиться в основной команде клуба у футболиста так и не вышло, на протяжении сезона оставаясь игроком замены, результативными действиями не отличившись. В декабре 2018 года по окончании срока арендного соглашения футболист покинул минский клуб. Затем в начале 2019 года футболист также покинул и солигорский  «Шахтёр».

### «Славия-Мозырь»
В январе 2019 года футболист проходил просмотр в мозырской «Славии», с которой затем заключил полноценный контракт. В клубе футболист сразу же отправился выступать в дублирующий состав, однако затем в июне 2019 года получил травму и выбыл из распоряжения мозырского клуба до коцна сезона. В начале 2020 года футболист, вернувшись в распоряжение клуба, стал готовиться к новому сезону. Дебютировал за клуб футболист 22 марта 2020 года в матче против «Слуцка», выйдя на поле в стартовом составе. Первым результативным действием за клуб футболист отличился 25 апреля 2020 года в матче против «Минска», отдав голевую передачу. Однако полноценно закрепиться в основной команде мозырского клуба у футболиста не вышло и в июле покинул клуб расторгнув контракт по соглашению сторон.

### «Арсенал» Дзержинск
В июле 2020 года футболист на правах свободного агента перешёл в дзержинский «Арсенал». Дебютировал за клуб футболист 18 июля 2020 года в матче против «Сморгони», выйдя на замену на 59 минуте и также отличившись своим дебютным забитым голом. В матче 3 октября 2020 года в рамках Кубка Беларуси против «Городеи» футболист отличился своим первым в карьере забитым дублем. На протяжении сезона футболист был в клубе одним из основных игроков дзержинского клуба, за который по итогу смог отличиться 7 забитыми голами и 3 результативными передачами во всех турнирах. По итогу сезона футболист вместе с клубом завершил чемпионат на итоговом четвёртом месте.
Новый сезон футболист начал 6 марта 2021 года с четвертьфинального матча Кубка Беларуси против жодинского «Торпедо-БелАЗ», выйдя на поле в стартовом составе. Первый матч в чемпионате футболист сыграл 25 апреля 2021 года против гомельского «Локомотива», выйдя на поле в начале второго тайма и отличившись первой в сезоне результативной передачей. Первым в сезоне забитым голом за клуб футболист отличился 9 мая 2021 года в матче против «Барановичей». По итогу сезона футболист вместе с клубом досрочно стал победителем Первой лиги. На протяжении сезона футболист был в клубе одним из ключевых игроков, став лучшим ассистентом чемпионата с 14 результативными передачами.
В декабре 2021 года футболист продлил контракт с дзержинским клубом ещё на сезон. Первый матч в новом сезоне футболист сыграл 20 марта 2022 года против «Гомеля», выйдя на замену на 54 минуте. Первым результативным действием за клуб футболист отличился 26 июня 2022 года в матче против мозырской «Славии», записав на свой счёт дубль из голевых передач. Своим дебютным забитым голом в Высшей лиге футболист отличился 26 августа 2022 года в матче против жодинского «Торпедо-БелАЗ». По итогу сезона футболист вместе с клубом отправился в стыковые матчи за сохранение прописки, где по сумме матчей уступили «Макслайну» и вылетели в первую лигу. В декабре 2024 года футболист покинул клуб.

### «Ислочь»
В декабре 2022 года футболист проходил просмотр в «Ислочи». В январе 2023 года футболист официально присоединился к клубу, подписав контракт до коцна сезона. Дебютировал за клуб футболист 18 марта 2023 года в матче против минского «Динамо», выйдя на поле в стартовом составе. Первым результативным действием за клуб футболист отличился 1 апреля 2023 года в матче против брестского «Динамо», отдав голевую передачу. В следующем матче 7 апреля 2023 года против Сморгони» футболист отличился дебютным забитым голом, также отдав голевую передачу. На протяжении сезона футболист был в клубе одним из ключевых игроков, отличившись 3 забитыми голами и 7 результативными передачами, также неоднократно попадая в символические сборные чемпионата. По итогу сезона футболист вместе с клубом завершил чемпионат на итоговом четвёртом месте.
В январе 2024 года футболист продлил контракт с клубом до конца сезона. Первый матч в новом сезоне футболист сыграл 30 марта 2024 года против солигорского «Шахтёра», выйдя на замену на 72 минуте. Первым результативным действием за клуб в сезоне футболист отличился 21 апреля 2024 года в матче против «Слуцка», отдав голевую передачу. Певрым в сезоне забитым голом футболист отличился 14 июня 2024 года в матче против «Гомеля». В июле 2024 года футболист вместе с клубом отправился на квалификационные матчи Лиги конференций УЕФА, где в первой встрече отличились победой над сан-маринским клубом «Ла Фиорита». На протяжении сезона футболист продолжал выступать за клуб в роли ключевого игрока отличился забитым голом и 2 результативными передачами. В феврале 2025 года футболист покинул клуб.

### «Арсенал» Дзержинск
В феврале 2025 года футболист на правах свободного агента перешёл в дзержинский «Арсенал», подписав однолетний контракт. Первый матч в сезоне футболист сыграл 16 марта 2025 года против брестского «Динамо», выйдя на поле в стартовом составе.

## Карьера в сборной
Выступал за молодёжные сборные Беларуси различных возрастов.

## Достижения
«Арсенал» Дзержинск
- Победитель Первой лиги: 2021